# Haus zum Breiten Herd

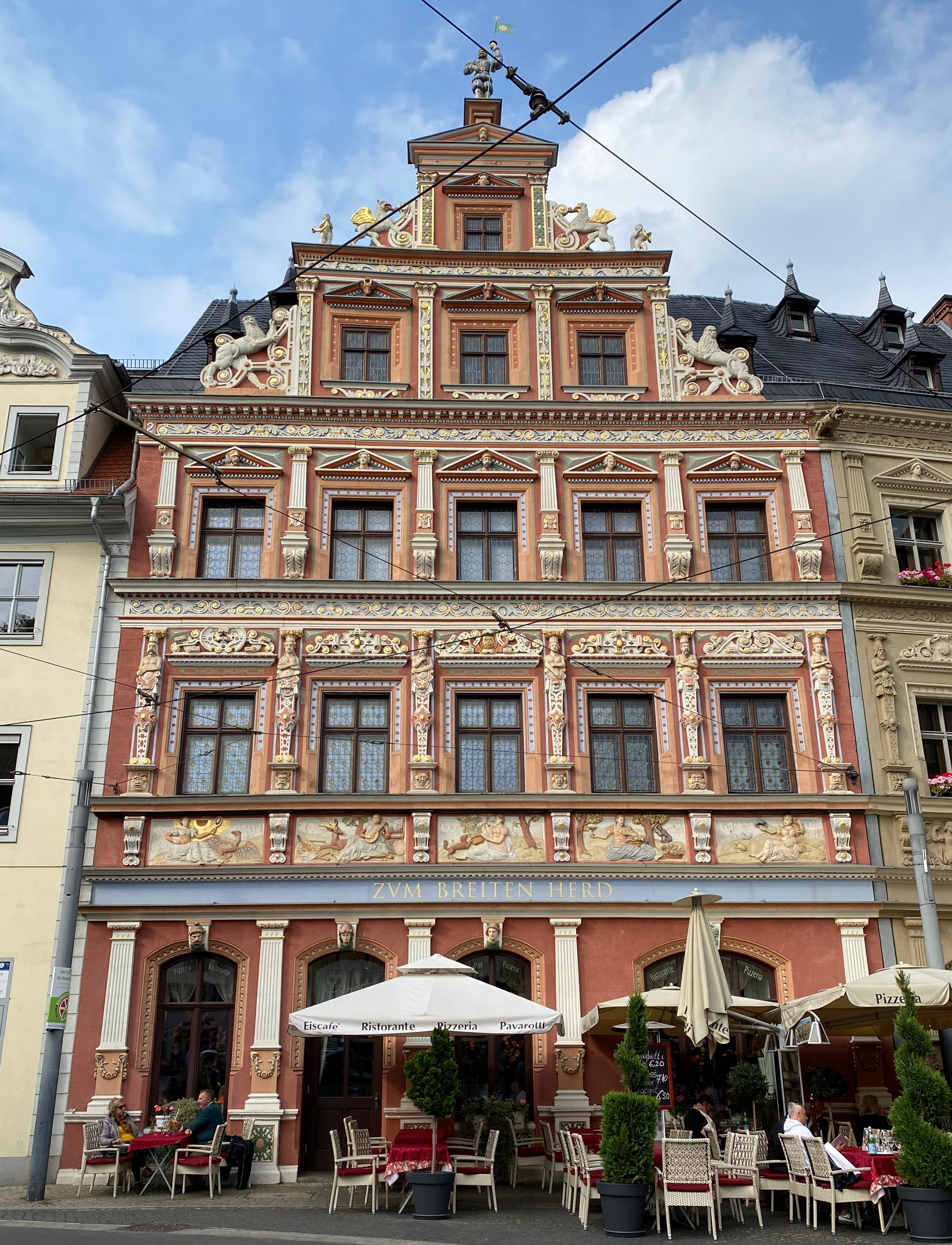
Das Haus zum Breiten Herd, September 2022

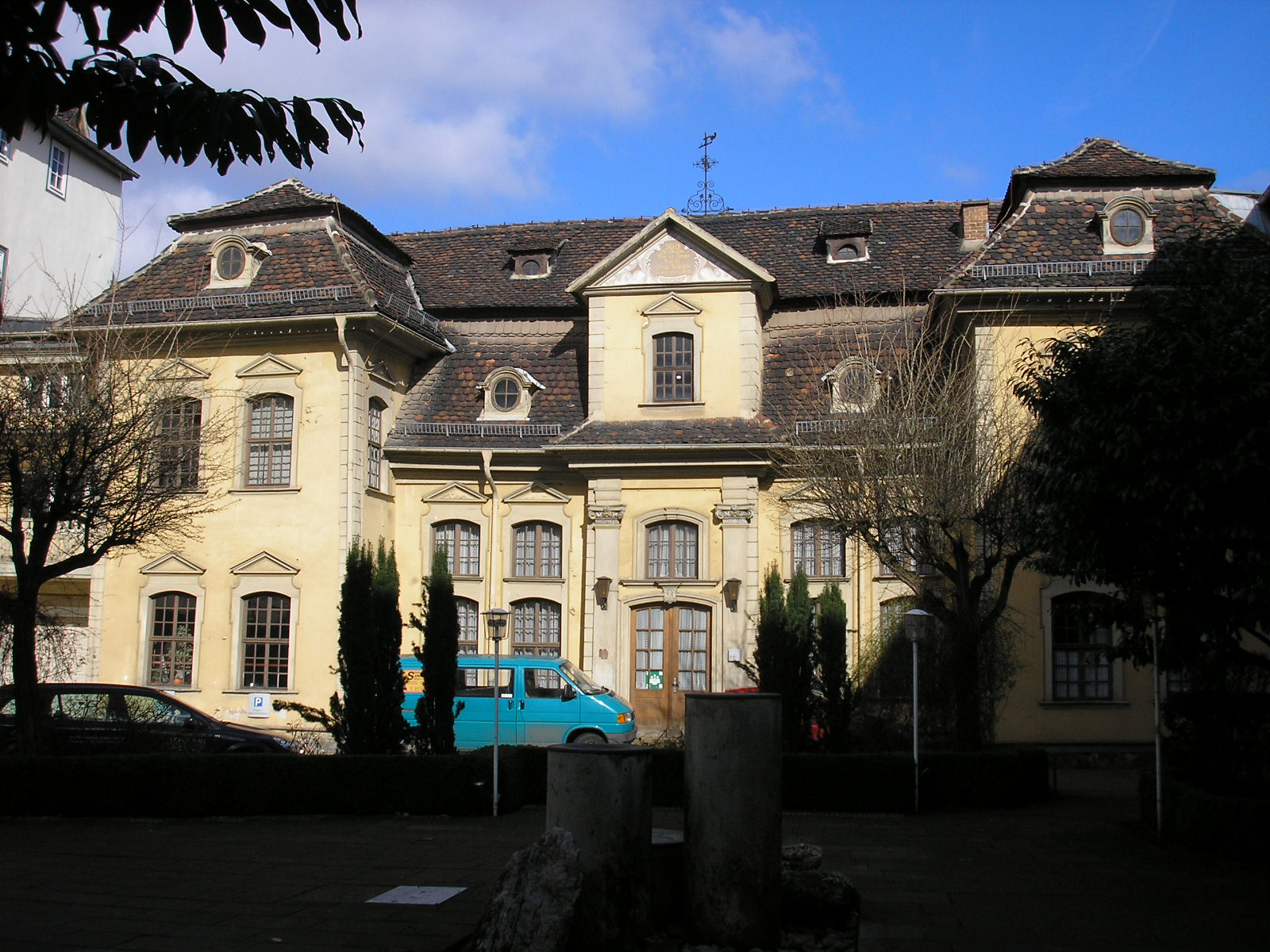
Barockpalais im Hinterhof, März 2009

Das Haus zum Breiten Herd ist ein Bürgerhaus der Renaissance am Nordrand des Fischmarkts (Nummer 13) in der Altstadt von Erfurt. Es zählt zu den prachtvollsten und bekanntesten Renaissancebauten der Stadt. 

## Geschichte
Das Haus zum Breiten Herd wurde 1584 im Auftrag des Stadtvogts und Ratsmeisters Heinrich von Denstedt errichtet. Hinter dem Haus befindet sich versteckt ein barockes Sommerhaus mit Saal auf dem Grundstück; dieses ließ 1727 der damalige Besitzer, der braunschweigische Gesandte Geheimrat Christoph Schulze, bauen. 1734 wurde das Haus mit dem ehemaligen Nachbarhaus „Zum Stötzel“ vereinigt, als es die Familie von Münchhausen aus Herrengosserstedt kaufte. Während des Erfurter Fürstenkongresses 1808 wohnte Friedrich August I. von Sachsen im Haus; Napoleon machte ihm hier mit seinen Marschällen einen feierlichen Besuch. 

## Architektur
Die polychrome Fassadengestaltung der Renaissance wurde 1968 rekonstruiert. An der Fassade befinden sich im ersten Stock personifizierte Darstellungen der fünf Sinne, die nach Vorlagen von Frans Floris aus Antwerpen gestaltet wurden. Bei der Darstellung des „Riechens“ ist im Hintergrund die Stadt Erfurt dargestellt. In den Giebeln der Fenster der oberen Etagen befinden sich Gaffköpfe. Auf der Spitze des Hauses ist eine Figur aufgestellt, die einen Landsknecht verkörpert. Der Fassadenschmuck wurde in der Werkstatt von Hans Friedemann dem Älteren hergestellt. 
Das Haus zum Breiten Herd wurde zum Vorbild des Gildehauses, das in zwei Bauphasen 1882/83 und 1892/93 im Stil der Neorenaissance rechts neben dem Breiten Herd errichtet wurde (Hausnummern 14–16). Bei einem Brand am 17. Juli 2008 im italienischen Restaurant im Erdgeschoss des Gildehauses wurde auch das Haus zum Breiten Herd beschädigt.

## Bilder

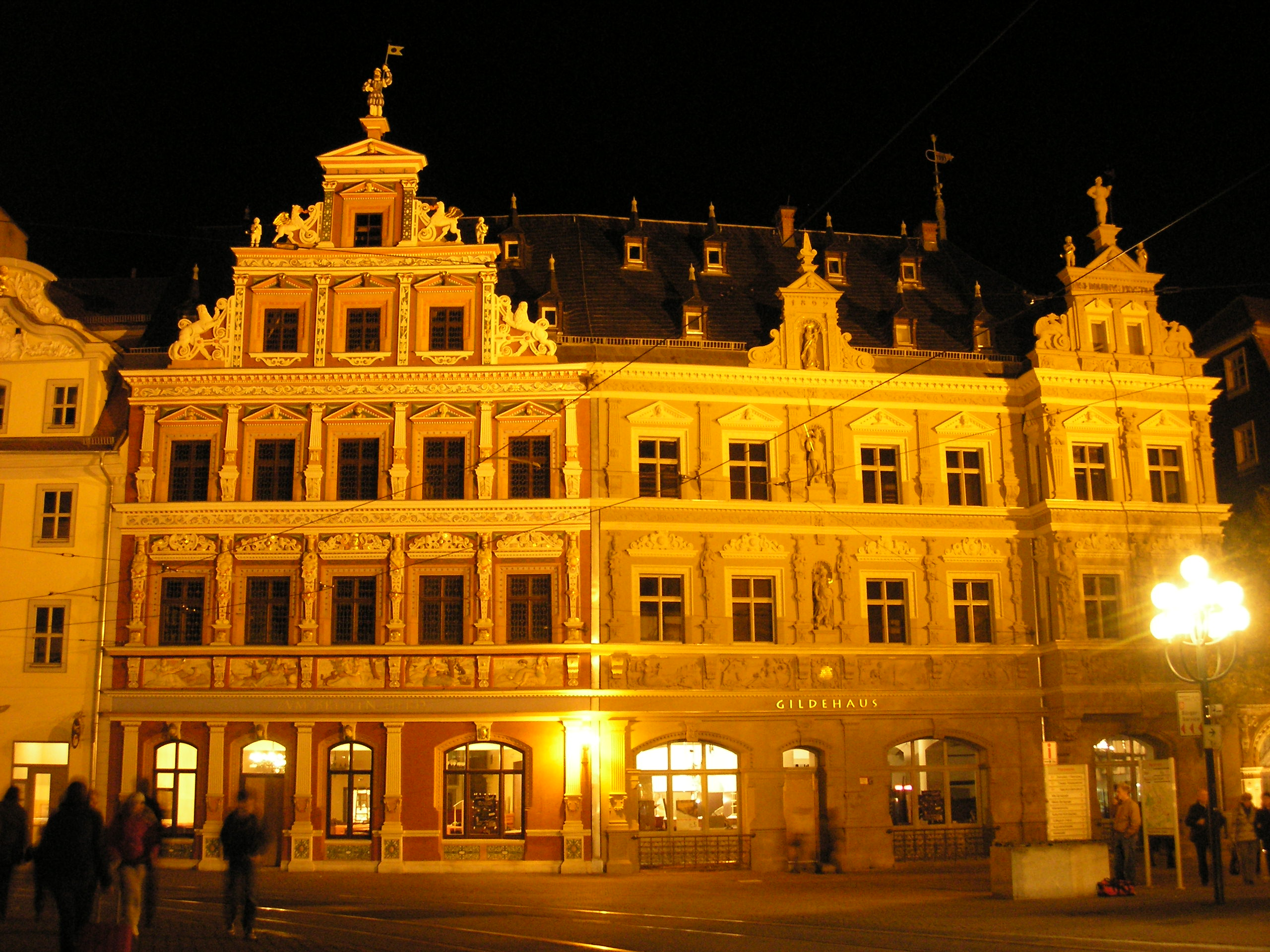
Breiter Herd bei Nacht
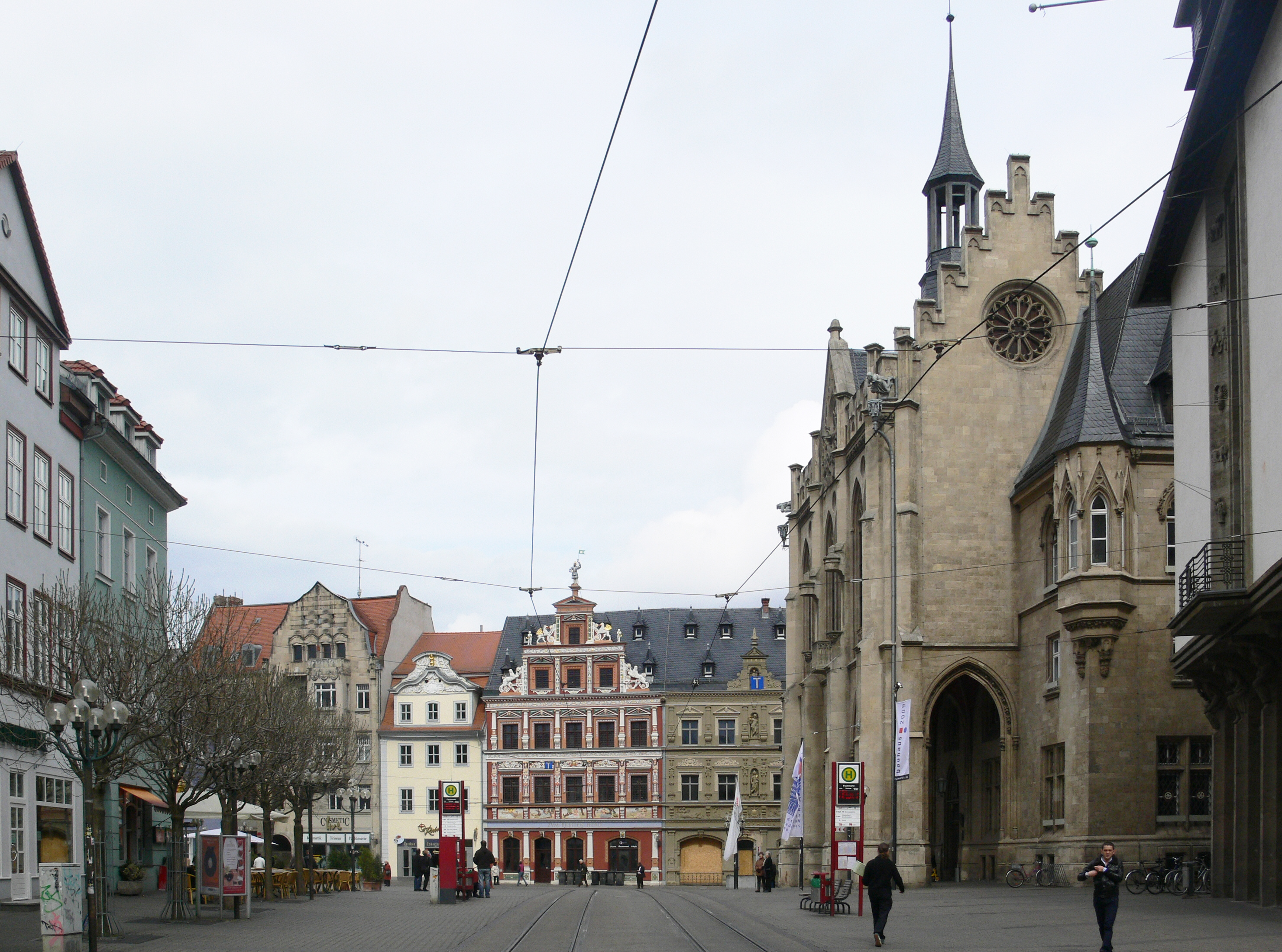
Fischmarkt mit Breitem Herd und Rathaus
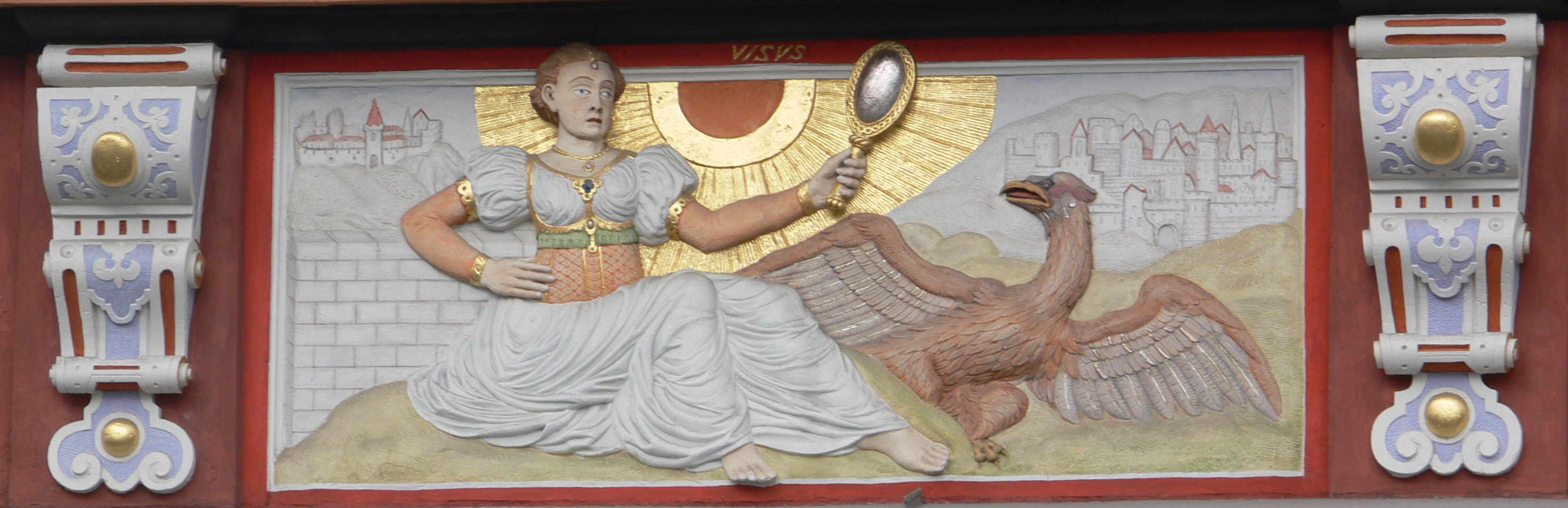
Fassadendetail: Relief Visus (Sehsinn)
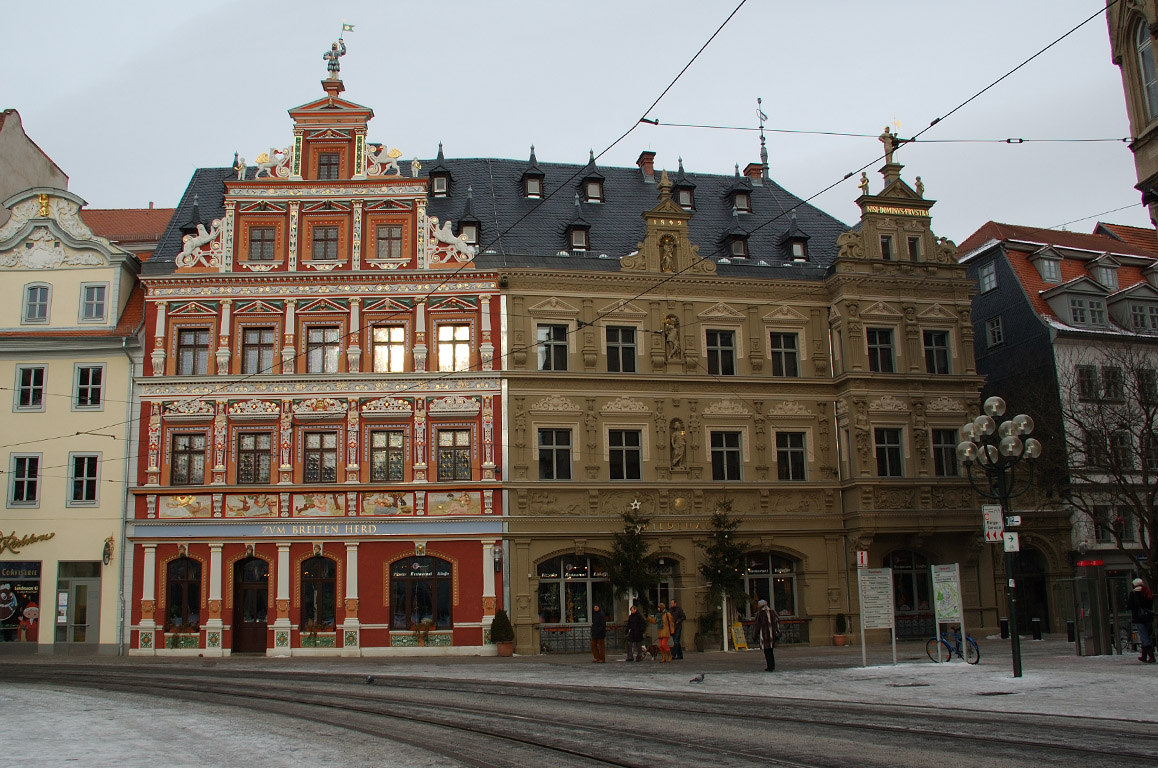
Breiter Herd und Gildehaus